# رپاش‌هوتا
رِپاش‌هوتا (به مجاری: Répáshuta) روستاییست در شهرستان بورشود-آبااوی-زمپلن در کشور مجارستان. جمعیت این روستا در ۲۰۰۹، ۴۶۷ نفر بوده‌است.